# Батинска улица (Сомбор)
| Улица Батинска  | Улица Батинска                                                        |
| --------------- | --------------------------------------------------------------------- |
|                 |                                                                       |
| Почетак         | Венац Радомира Путника                                                |
| Крај            | раскрисница улица XII војвођанске ударне бригаде и Јанка Веселиновића |
| Дужина          | око 900 m                                                             |
| Ширина          | 5 до 6 m                                                              |
| Створена        |                                                                       |
| Названа         |                                                                       |
| Стари називи    | Флоријанова                                                           |
|                 |                                                                       |
|                 |                                                                       |
| Поглед на улицу |                                                                       |

Улица Батинска је једна од старијих градских улица у Сомбору, седишту Западнобачког управног округа. Протеже се правцем који повезује Венац Радомира Путника 
и на другој страни раскрисницу улица XII војвођанске ударне бригаде и Јанка Веселиновића. Дужина улице је око 900 м.

## Улице у Сомбору
Почетком 20. века (1907) Сомбор је био подељен на пет градских квартова (Унутрашња варош, Горња варош, Црвенка, Млаке или Банат и Селенча) и било је 130 улица. Данас у Сомбору има око 330 улица.
Некада квартови, данас Месне заједнице, којих на подручју Града Сомбора има 22. Сам Град има 7 месних заједница ("Црвенка", "Горња Варош", "Млаке", "Нова Селенча", "Селенча", "Стара Селенча" и "Венац"), док су осталих 15 у осталим насељеним местима.
Улица Батинска припада Месној заједници "Горња Барош".

## Назив улице
Улица је у прошлости носила назив Флоријанова, по Светом Флоријану, заштитнику од пожара и патрона димничара и ватрогасаца. Улица данас носи назив Батинска.

## Суседне улице
- Венац Радомира Путника
- Ваљевска
- Ивана Цанкара
- Владе Ћетковића
- Моношторска
- Николе Тесле
- XII војвођанске ударне бригаде

## Батинском улицом
Улица Батинска је улица у којој се углавном налазе стамбене куће и зграде новије градње, неколико продајних објеката и фирми. 

### Споменик Свети флоријан
Споменик Светом Флоријану се налази раскрсници улица Батинске и Ваљевске.
Свети Флоријан (250-304) је био римски војник, отворено заговарао и ширио хришћанство. Осуђен је и спаљен на ломачи одбивши привилегије у замену за одрицање од вере. Први споменик Светом Флоријану у Сомбору подигнут је на самом почетку улице која је и названа његовим именом још 1781. године. Споменик је подигнут трудом и средствима сомборских грађана немачке народности. Био је направљен од камена, налазио се на каменом постаменту, окруженом оградом од кованог гвожђа, са осам облих камених стубова. Године 1919. споменик је срушен и тада детаљно обновљен средствима града. О томе сведоче четири плоче урезане на латинском, немачком, мађарском и српском језику које се налазе на постољу споменика. Након Другог светског рата, споменик је временом запуштен. Године 2004. је у потпуности обновљен поводом Дана светске баштине. Љиљана Баловић, академски вајар из Београда је израдила реконструисану скулптуру Светог Флоријана. Зелена површина око споменика уређена је 2012. године.

### Значајније институције и објекти у улици
Тренутно се у улици налази:
- Књиговодствена агенција ДЕС, на броју 1
- Туристичка агенција Maestral travel, на броју 1
- Северпласт Градња, на броју 6
- Ardent Dental Centar, на броју 4
- РТВ Сервис, на броју 7
- Продаја и сервис бицикала Мексико, на броју 12
- RA-Computers Plus, на броју 21
- Књиговодствена агенција Brdar & Brdar, на броју 36
- Пекара Бели Голуб, на броју 48
- Апотека Цвејић, на броју 54
- Апартмани Citadela, на броју 70
- Амбуланта

## Галерија
- Споменик Светом Флоријану
- Табла на споменику Светом Флоријану
- Табла на споменику Светом Флоријану
- Споменик Светом Флоријану
- Поглед на улицу
- Поглед на улицу
- Поглед на улицу
- Амбуланта